# Godki śląskie
Godki śląskie – zbiór baśni, legend i podań pochodzących z terenu Śląska Cieszyńskiego spisany przez Józefa Ondrusza.
Zbiór zawiera ponad 80 tekstów literackich opracowanych przez Ondrusza na podstawie przekazu ustnego. Teksty znajdują się w 8 rozdziałach tematycznych.  Spośród nich można wyróżnić m.in. podania etymologiczne o początkach miast i wsi lub podania wierzeniowe o utopcach, diabłach i innych zjawach. Książka została wydana w 1956 roku przez Sekcję Ludoznawczą PZKO. Wznowiona była w 1973, 1974 i 1977 roku w wydaniu rozszerzonym o bajki magiczne oraz posłowie, przypisy i słowniczek wyrazów gwarowych opracowane przez Roberta Danela.